# Plecturocebus
Plecturocebus — рід мавп, які живуть у Південній Америці.

## Морфологічна характеристика
Види Plecturocebus мають невеликі та середні розміри. В основному це сірі або сіро-бурі тварини, які іноді мають помітні червоні вуса. Руки і ноги відносно короткі: руки досягають довжини 52–61% довжини тулуба, ноги — 71–81%. 2n=46, 48 або 50.

## Види
Видовий склад роду:
- Plecturocebus aureipalatii
- Plecturocebus baptista
- Plecturocebus bernhardi
- Plecturocebus brunneus
- Plecturocebus caligatus
- Plecturocebus caquetensis
- Plecturocebus cinerascens
- Plecturocebus cupreus
- Plecturocebus discolor
- Plecturocebus donacophilus
- Plecturocebus grovesi
- Plecturocebus hoffmannsi
- Plecturocebus miltoni
- Plecturocebus modestus
- Plecturocebus moloch
- Plecturocebus oenanthe
- Plecturocebus olallae
- Plecturocebus ornatus
- Plecturocebus pallescens
- Plecturocebus parecis
- Plecturocebus stephennashi
- Plecturocebus toppini
- Plecturocebus urubambensis
- Plecturocebus vieirai